# Urban Sketchers
어반 스케쳐스(USK)는 화가들이 자신이 살고 있는 혹은 여행을 간 도시, 읍, 마을을 현장에서 그리는 세계적인 단체이다. 어반 스케쳐스 운동은 2007년 가브리엘 캄파나리오 기자가 플리커(Flickr)에서 시작하였다. 캄파나리오는 2009년에 비영리기구를 설립하였다. 어반 스케쳐스 헌장은 수개 국어로 번역되었다.
USK의 표어는 "우리는 한번에 하나씩 그리며 세상을 보여준다!"이다.

## 역사
어반 스케쳐스(Urban Sketchers)는 2007년 이미지 공유 사이트인 플리커(Flickr)에서 그룹으로 시작했다. 어반 스케쳐스의 설립자인 가브리엘 캄파나리오는 스페인 출신의 기자겸 일러스트레이터로 시애틀에 살고 있다. 그는 화가겸 작가로서 시애틀 타임즈 신문과 블로그에 기고하는 저널리스트이다. 참여하는 화가들이 점점 더 많아지고 그림들을 온라인에서 공유하게 되면서 캄파나리오는 눈앞에서 보는듯이 현장감 넘치게 실상을 그려내도록 성원하고 촉진시키는 그룹을 출발시켰다.
일년 후 2008년 캄파나리오는 어반 스케쳐스 블로그를 창설하였다. 어반 스케쳐스 블로그에의 참여는 초대로 이루어지고 100 명으로 제한된다. 이로써 어반 스케쳐스 특파원이라는 말이 생겨났다. 캄파나리오로부터 초대받은  각 지역의 스케치 기자들은 지침에 의해 정기적으로 기고한다. 스케치에는 그 스케치를 하게 된 배경이 담긴 이야기가 곁들여진다. 언제, 어디서 그 스케치를 하게 되었는지 그림과 관련된 자세한 이야기등을 담는다. Urban Sketchers 블로그는 2008년 이래로 현재에 이르기까지 인기리에 매일 수백, 수천명이 방문하고 있다.
100년 전에는 보통으로 하던 스케치가 20세기에 오히려 한 걸음 후퇴되었다. 각종 매체에 쓰이는 이미지로 사진이 더 선호되는 수단으로 각광받았다. 스케치는 고전적인 미술학교의 어두컴컴한 스튜디오에서나 하는 것으로 의미가 격하되었으며 몇몇 소수만이 선택적으로 하게 되면서 사람들의 일상생활에서 떨어져나갔다. 그런 와중에 예술로서의 스케치가 다시 유행되기 시작했다. 2000년대 초기에 들어서 작은 스케치북, 펜, 붓을 지닌 사람들이 커피숖, 공원, 거리 혹은 공항에서 붙박이로 그리기 시작했다. 실제로 하는 스케치 행위가 르네상스의 시기를 맞고 있는 것이다. 도시 스케치하기 운동은 미술교실에서, 입에서 입으로 전해지며 소샬 네트워크상에서도 참여를 권유하고 있다.
2009년 12월 캄파나리오는 어반 스케쳐스를 비영리기구로 설립했다. 그리고 이사회가 결성되었다. 이 기구의 과제는 자신이 살고 여행하는 지역을 그리는 전세계의 사람들을 이어주고 스케치하도록 홍보하면서, 스케치를 예술적이며 이야기가 담겨 있고, 나아가 교육적인 가치도 지니는 현장 드로잉으로 끌어올리는 것이다.

## 활동
어반 스케쳐스에는 다음과 같은 현장이 있다.
1. 우리는 실내외의 현장에서 직접 보고 그린다.
2. 우리의 드로잉은 여행지나, 살고 있는 장소, 주변의 이야기를 담는다.
3. 우리의 드로잉은 시간과 장소의 기록이다.
4. 우리가 본 장면을 진실하게 그린다.
5. 우리는 어떤 재료라도 사용하며 각자의 개성을 소중히 여긴다.
6. 우리는 서로 격려하며 함께 그린다.
7. 우리는 온라인에서 그림을 공유한다.
8. 우리는 하나씩 그리며 세상을 보여준다.

### 스케치하기
어반 스케쳐스는 스케치를 하는 것에 대한 열정으로 뭉친 다양한 사람들의 단체이다. 예를 들면 스케쳐들은 미술 재료에 대해서 실생활에서 만날때 혹은 온라인상에서 토론을 하기도 한다.
대중속에서 스케치하면서 서로 교감이 되는 기회가 생긴다. 반응은 대체로 긍정적이고 호의적이다. 까페에서 스케치할 때 주인이 커피를 무료로 제공하기도 하고 드문 경우지만 스케치하면서 외부인에게는 제한된 문화 행사를 스케치 해달라는 초대를 받기도 한다. 한 예로 뮤지션 지망자인 Flon Flon et Musette라는 그룹이 거리 공연을 할 때 현장에 있었던 어느 어반 스케쳐가 그 모습을 그린 적이 있다. 그 스케치는 그 그룹의 모음 CD의 표지가 되었고 그 스케쳐는 개인 콘서트에 초대되었다.
2011년 캄파나리오는 The Art of Urban Sketching이라는 책을 발간하였으며 그 속에 어반 스케쳐스의 탁월한 회원들의 그림 수백 장을 실어 빛내주었다.
(이 책은 한국의 이종 출판사에서 '어반 스케치'라는 제목으로 번역 출판되었다.)

### 심포지움
어반 스케쳐스 기구는 어반 스케쳐스 심포지움을 연다. 이는 스케쳐들이 사흘동인 현장에서 그리고, 수많은 워크샾과 공개 토론회, 강의에 참여하며, 서로 만나고 그리는 축제적인 모임이다.
- 첫 번째 국제 어반 스케쳐스 심포지움은 2010년 7월 29일 - 31일에 걸쳐 미국 오레곤주 포트랜드에서 열렸다.
- 두 번째 국제 심포지움은 2011년 7월 21일 - 23일에  걸쳐 포르투갈의 리스본에서 열렸으며 200명이 참여했다.
- 세 번째 어반 스케쳐스 심포지움은 2012년 월 12일 - 14일에 걸쳐 도미니카 공화국의 산토 도밍고에서 개최되었다.
- 네 번째 어반 스케쳐스 심포지움은 2013년 7월 11일 - 13일에 걸쳐 스페인의 바르셀로나에서 열렸다.
- 다섯 번째 어반 스케쳐스 심포지움은 2014년 8월 27일 - 30일에 걸쳐 브라질 파라티에서 열릴 예정이다.

## 지역 단체
어반 스케쳐스는 많은 지역 단체를 탄생시켰다. 원래의 어반 스케쳐스 블로그와 플리커(Flickr) 그룹의 스케치 특파원들이  지역의 스케쳐들을 편성하여 많은 스케치 그룹을 출범시켰다. 또한 도처의 여러 스케치 모임 지도자들이 그룹을 만들고 어반 스케쳐스 산하에 모여들었다.  어반 스케쳐스 이스라엘, 어반 스케쳐스 시카고등이 시작했고 수 많은 스케쳐들을 끌어들었다. 어반 스케쳐스 싱가포르에는 수백 명의 스케쳐들이 있다.
지역의 어반 스케쳐스 그룹은 본 조직인 세계적인 어반 스케쳐스그룹과 비슷한 역할을 한다. 각 그룹마다 지역 고유의 문화적인 개별성을 지니고 있지만 모든 그룹들은 어반 스케쳐스 헌장을 주된 지침으로 따른다. 많은 그룹들이 그들의 기준하에 스케치 특파원들을 초대해서 블로그를 운영하며 페이스북(Facebook)과 플리커(Flickr) 그룹은 모두에게 문을 열고 있다.
| 날짜       | 장소             | 날짜       | 장소                 |
| ---------- | ---------------- | ---------- | -------------------- |
| 11/1/2008  | 국제 블로그      | 1/1/2011   | 베를린               |
| 3/26/2009  | 포르투갈         | 2/25/2011  | 오스트레일리아       |
| 5/29/2009  | 시애틀           | 4/11/2011  | 포르투갈-베이라      |
| 5/30/2009  | 트윈 시티즈      | 5/1/2011   | 스위스               |
| 6/3/2009   | 서울             | 5/21/2011  | 포르투갈, 마데이라   |
| 7/12/2009  | 싱가포르         | 5/30/2011  | 필리핀               |
| 8/29/2009  | 아르헨티나       | 5/30/2011  | 클리브랜드           |
| 9/4/2009   | 멕시코           | 8/18/2011  | 브라질               |
| 9/15/2009  | 모스크바         | 9/13/2011  | 이스라엘             |
| 11/2/2009  | 스페인           | 9/26/2011  | 텍사스               |
| 11/24/2009 | 인도네시아       | 10/17/2011 | 로스앤젤레스         |
| 11/26/2009 | 사르디니아       | 11/8/2011  | 스코네, 스웨덴       |
| 3/20/2010  | 포트랜드, 오레곤 | 12/28/2011 | 북 포르투갈          |
| 6/8/2010   | 이탈리아         | 4/4/2012   | 트리 시티즈          |
| 8/20/2010  | 샌프란시스코     | 4/4/2012   | 일본                 |
| 8/29/2010  | 도미니카 공화국  | 4/29/2012  | 시카고               |
| 11/1/2010  | 워싱턴           | 8/27/2012  | 에스킬스투나, 스웨덴 |
| 11/2/2010  | 멤피스           | 8/31/2012  | 부에노스아이레스     |
| 12/14/2010 | 파리             | 9/18/2012  | 쿠칭, 말레이시아     |
| 10/4/2012  | 독일             | 9/18/2012  | 몬트리올, 캐나다     |
| 1/25/2013  | 대만             | 1/12/2013  | 버밍험               |
| 4/15/2013  | 홍콩             | 10/10/2013 | 토론토               |

## 참고 자료
- "Urban Sketchers Flickr group"
- "Urban Sketchers FAQ 보관됨 2014-07-17 - 웨이백 머신"
- "Urban Sketchers Facebook Group"
- "About Urban Sketchers"